# Podnaslavljanje
Podnaslavljanje je vrsta avdio-vizualnega prevajanja. Podnapisi so po navadi osnovani na prepisu ali scenariju dialoga ali pa na komentarju v filmih, televizijskih programih itd. Navadno so predvajani na dnu zaslona, zlasti v gledališču in operi pa kot projekcija nad odrom (nadnapisi). 

## Zgodovina
Kmalu po tem, ko so izumili film, ki je bil sprva zgolj nemi, so se pojavila prizadevanja, da bi viden, ne pa slišen dialog med igralci posredovali publiki. Začeli so s prepisovanjem filmskega teksta na kartončke, ki so jih posneli na filmski trak in so se pojavili med sekvencami filma. Prvič so se pojavili leta 1903 v filmu Edwina S. Porterja Koča strica Toma. S pričetkom dobe zvočnega filma leta 1927 je metoda vrinjenega teksta izginila, saj je bil pogovor med igralci slišen. Za prevajanje filmov v tuje jezike so takrat poznali sinhronizacijo, vendar pa je bila ta zapletena in draga. Tako so se pojavili prvi podnapisi, kot jih imenujemo danes. Za razliko od začetne metode s kartončki, so se podnapisi pojavili skupaj s premikajočo se sliko.

## Postopek podnaslavljanja
Podnaslovi so strnjena različica govorjenega teksta, se pravi tega, kar slišimo, medtem ko beremo podnapise. Namen tega je, da ima bralec dovolj časa, da prebere tekst, in idealno je, da se ob tem ne zaveda, da v resnici bere in ne posluša. Pri doseganju učinkovitih podnapisov poznamo tri metode: izločanje, upodabljanje in poenostavljanje. Izloča se elemente, ki ne spreminjajo pomena izvirnega dialoga, ampak le njegovo obliko oz. zgradbo. Prav tako se izločajo informacije, za katere se sklepa, da jih gledalec lahko razbere iz vizualnih podatkov. Upodabljanje se navadno uporablja pri slengu in dialektu, poenostavlja pa se originalne besede oz. besedne zveze, tako da jih razčlenimo na več delov, kar omogoča gledalcu lažje razumevanje pri branju podnapisov.

## Prednosti in slabosti podnaslavljanja
Podnaslavljanje ima boljši ugled od sinhronizacije, saj je le-ta namenjena publiki z drugačnimi zmožnostmi (npr. otrokom). Ena največjih prednosti je ta, da izvirni jezik ni okrnjen ali izkrivljen in je vedno na voljo gledalcu. Tipičen primer tega je cenzura. Po navadi so cenzurirani elementi, ki so po mnenju prevajalca ali izdajatelja neprimerni, a originalni necenzurirani tekst je gledalcu še vedno na voljo. Podnapisi so tudi v veliko pomoč pri učenju tujega jezika in pri spremljanju vsebin za gluho in naglušno občinstvo. Prednost podnaslavljanja je tudi, da gledalec vsebino spremlja takšno, kot je bila ustvarjena, z glasovi, intonacijo, poudarki izvirnega govora, ki ga prispevajo igralci. S sinhronizacijo se izgubi igralska govorna stvaritev, gledalec ima le možnost, da spozna igralčevo telesno govorico, medtem ko njegov govor posnemajo poklicni sinhronizatorji v jezik občinstva. 
Nekaterim gledalcem pa istočasno branje in poslušanje besedila predstavlja veliko zmedo. V tem primeru je boljša sinhronizacija. Slabost podnapisov je še ta, da se govorno besedilo pretvarja v pisno obliko, pri čemer se porazgubijo nekateri elementi, ki se jih morda težko prenese iz govornega v pisni jezik, kar vodi v to, da imajo podnapisi drugačen učinek na bralca kot govorjeni dialog. Prav tako so lahko podnapisi problematični pri avtorskih in umetniških filmih, kot je, denimo, In girum imus nocte et consumimur igni francoskega teoretika, pisatelja in cineasta Guya Duborda, kjer podnapisi zaradi razpršene pozornosti ovirajo dojemanje estetike vizualnih podob in zvočnosti (blagoglasnosti) izvirnega (pol)poetskega besedila. Podobna primera, kjer je nemotena vizualna podoba ključna za celovito sporočilnost filma, sta tudi mojstrovini Histoire(s) du cinéma ([Jean-Luc Godard]]) in Nuit et brouillard (Alain Resnais), na Slovenskem npr. film [[Karpopotnik] (Matjaž Ivanišin). 